# St. Rochus (Telgte)

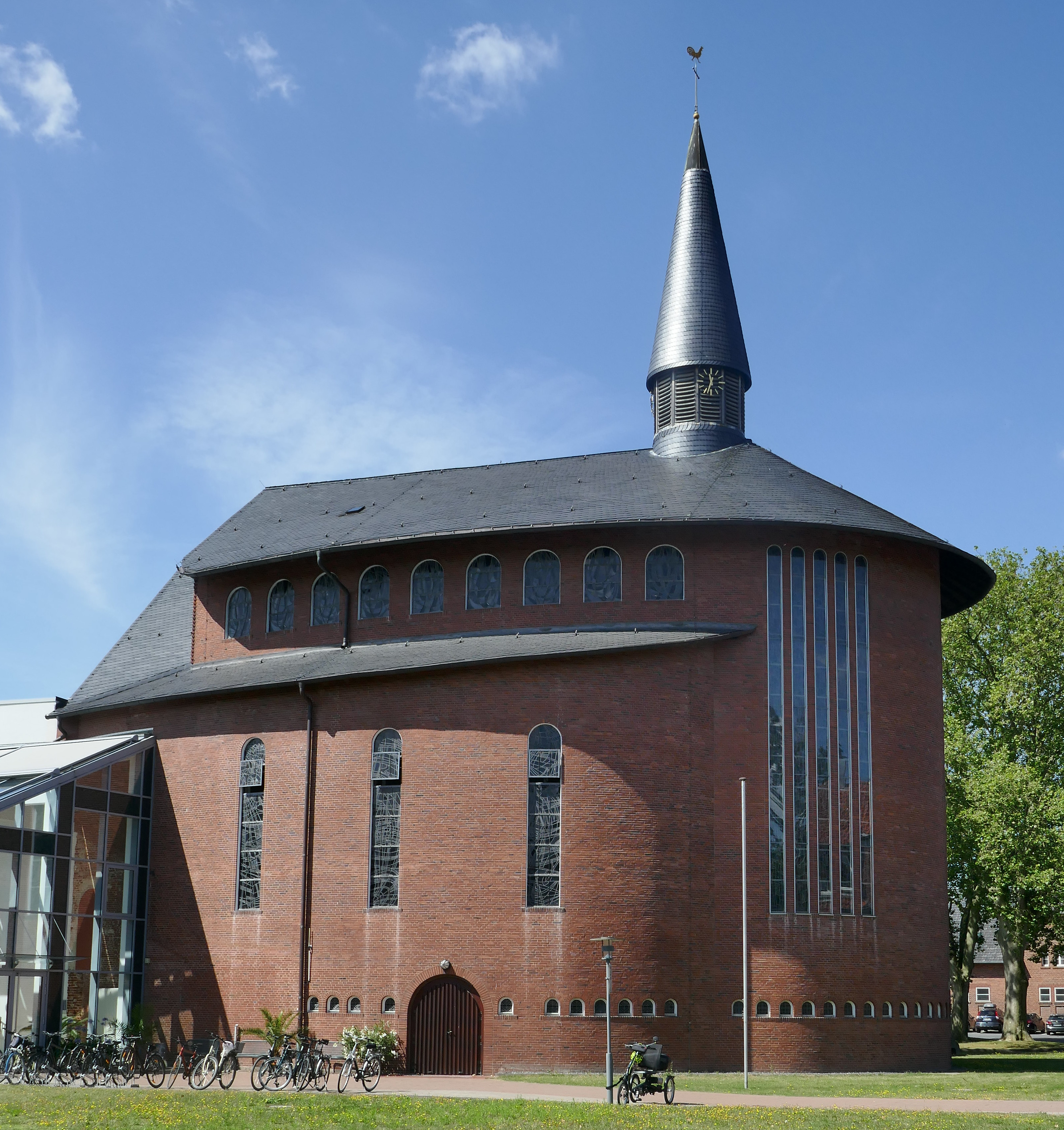
Außenansicht der Kirche St. Rochus in Telgte

Die Kirche St. Rochus befindet sich in Telgte auf dem Gelände des St. Rochus-Hospitals. Sie wurde am 30. September 1959 eingeweiht.

## Geschichte
Eine Rochus-Kapelle gab es auf der „Hülle“ schon seit Beginn des 16. Jahrhunderts. Zu diesem Zeitpunkt befand sich dort ein Leprosen- und Armenhaus, aus welchem im Jahre 1848 das St. Rochus-Hospital entstand. Das St. Rochus-Hospital begann mit der Pflege von Kranken. Von anfänglich 40 Plätzen wuchs es schnell auf 400 Plätze im Jahr 1900. Damit reichte die Kapelle platztechnisch nicht mehr aus, zur Ergänzung wurde direkt daneben ein zweiter Trakt gebaut. Mit der Zunahme der Zahl der versorgenden Ordensschwestern in den 1950er Jahren war auch dieses Gotteshaus zu klein. Der Orden entschloss sich, es durch einen Neubau zu ersetzen. Mit dem Abriss der alten Kirche wurde im Sommer 1958 begonnen. Das neue Gebäude entstand nach den Plänen des Architekten Ludger Sunder-Plassmann.
Während die alte Kapelle sich in west-östlicher Richtung erstreckte, war die neue Kirche von Süd nach Nord ausgerichtet. Ein Rest der Mauer der alten Kirche wurde in den Neubau integriert. Vor der neuen Kirche befindet sich noch ein weiterer Mauerrest, der an den alten Standort erinnert.

## Ausstattung

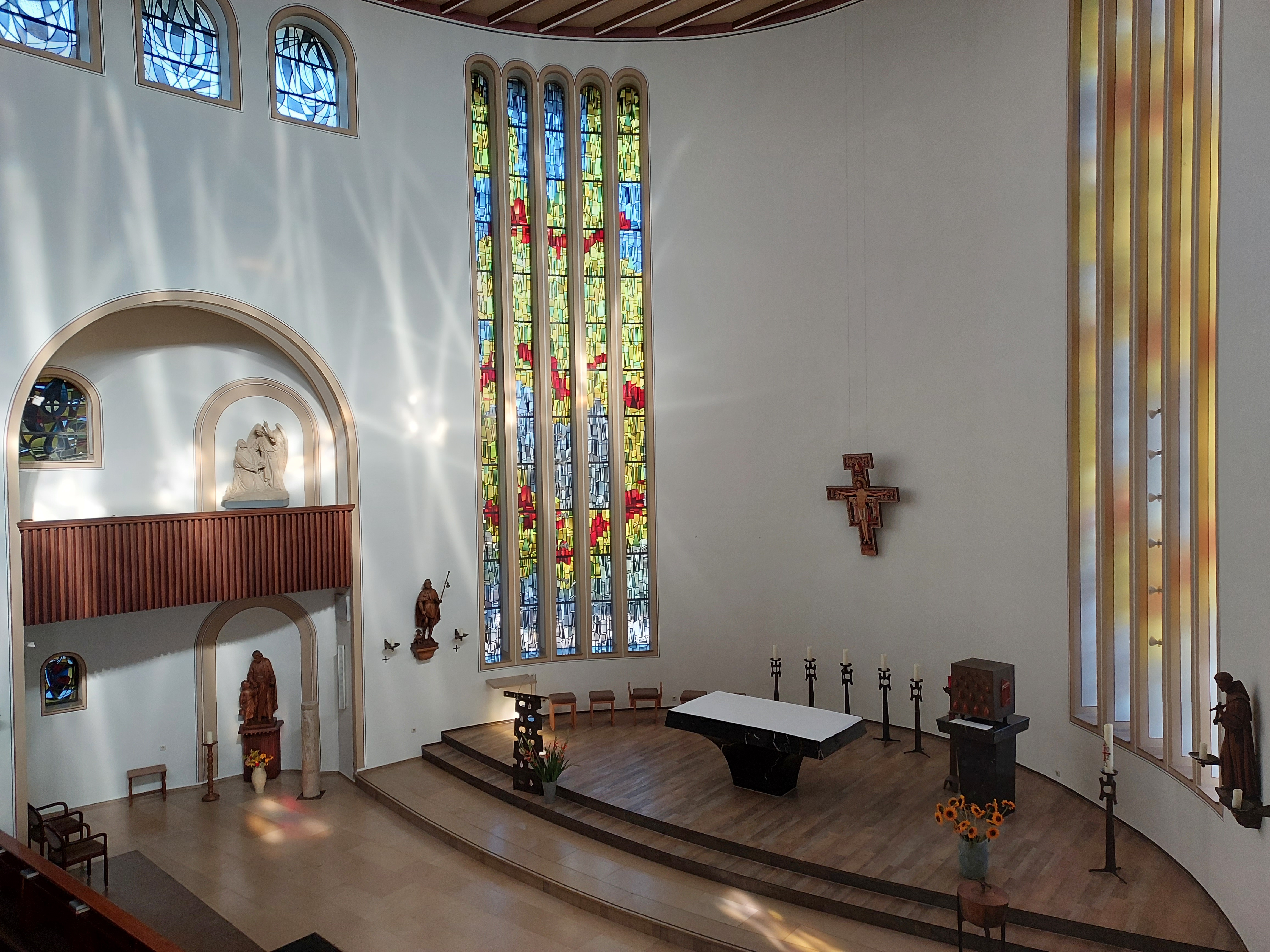
Altarraum der Kirche St. Rochus

Im Inneren der Kirche befinden sich Werke, die bereits die Vorgängerkirche geschmückt haben. Dazu zählen die vom Bildhauer August Schmiemann (Münster) geschnitzten Holzstatuen der Madonna, des Hl. Rochus und des Hl. Franziskus, sowie die ebenfalls von Schmiemann aus Sandstein geschaffene Kreuzigungsszene und die Pieta. Diese Werke wurden vom Vikar Ernst Radhoff (* 20. Oktober 1826; † 24. Dezember 1909) anlässlich seines 50-jährigen Priesterjubiläums am 14. Juni 1901 gestiftet.

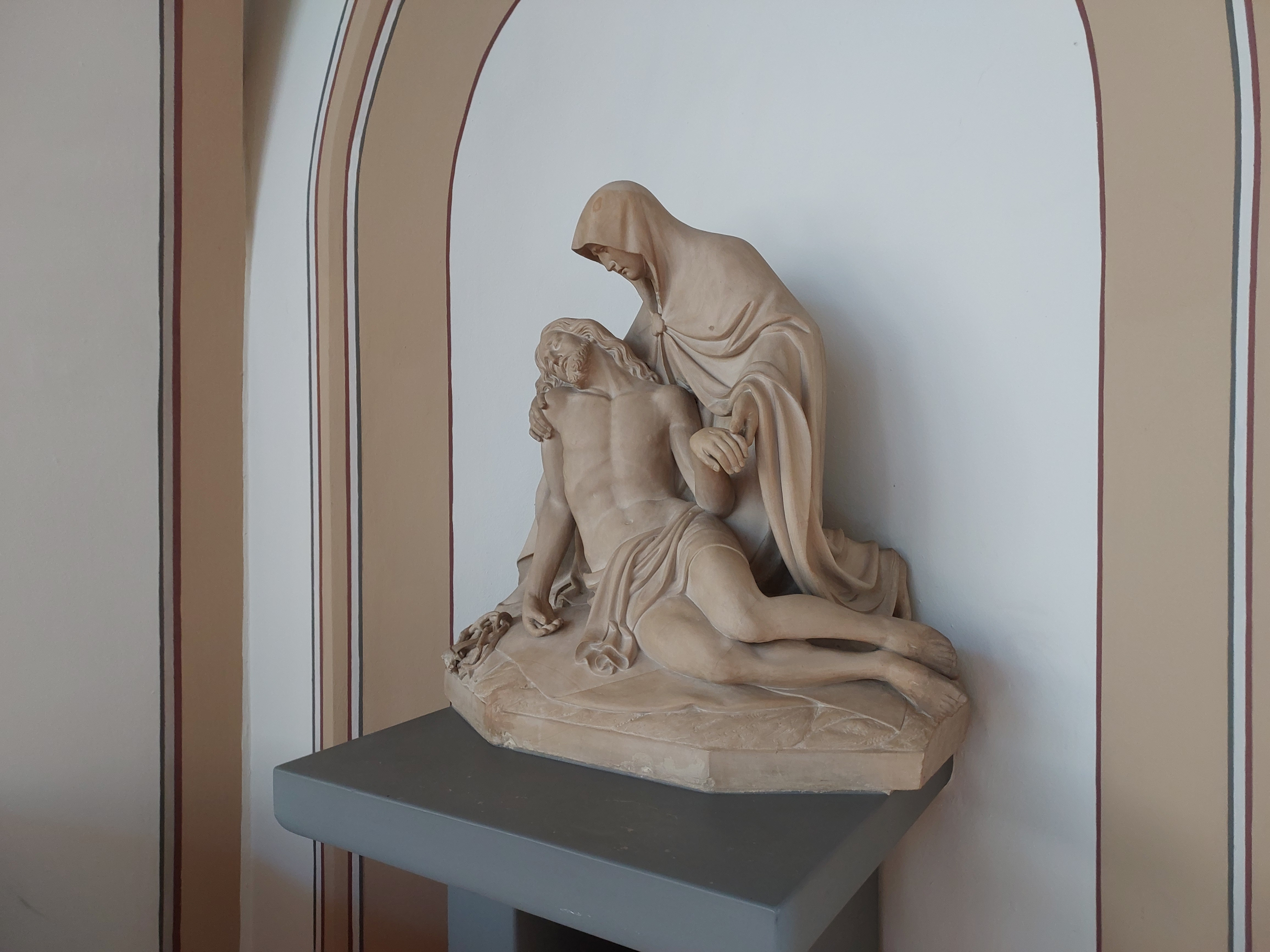
Die Pieta aus Sandstein stammt vom Bildhauer August Schmiemann (Münster)

Weil er sich in seinen berühmten Predigten für den Schutz von psychisch Kranken eingesetzt hatte und auch selbst öfter im St. Rochus-Hospital zu Gast war, befinden sich in der Kirche ein Porträt und eine Totenmaske von Clemens August Kardinal von Galen. Eine Figur des Heiligen Rochus von Montpellier stellt die Verbindung her zum Patron von Kirche und Hospital. Der steinerne Altar hat die Form des franziskanischen Tau-Zeichens. Über dem Altar hängt das Damiano-Kreuz, das farbenfroh die Geschehnisse von Ostern darstellt.
Die Fenster der Kirche stammen von der Glasmalerin Sr. Erentrud Trost OSB.